# Famiglia genica

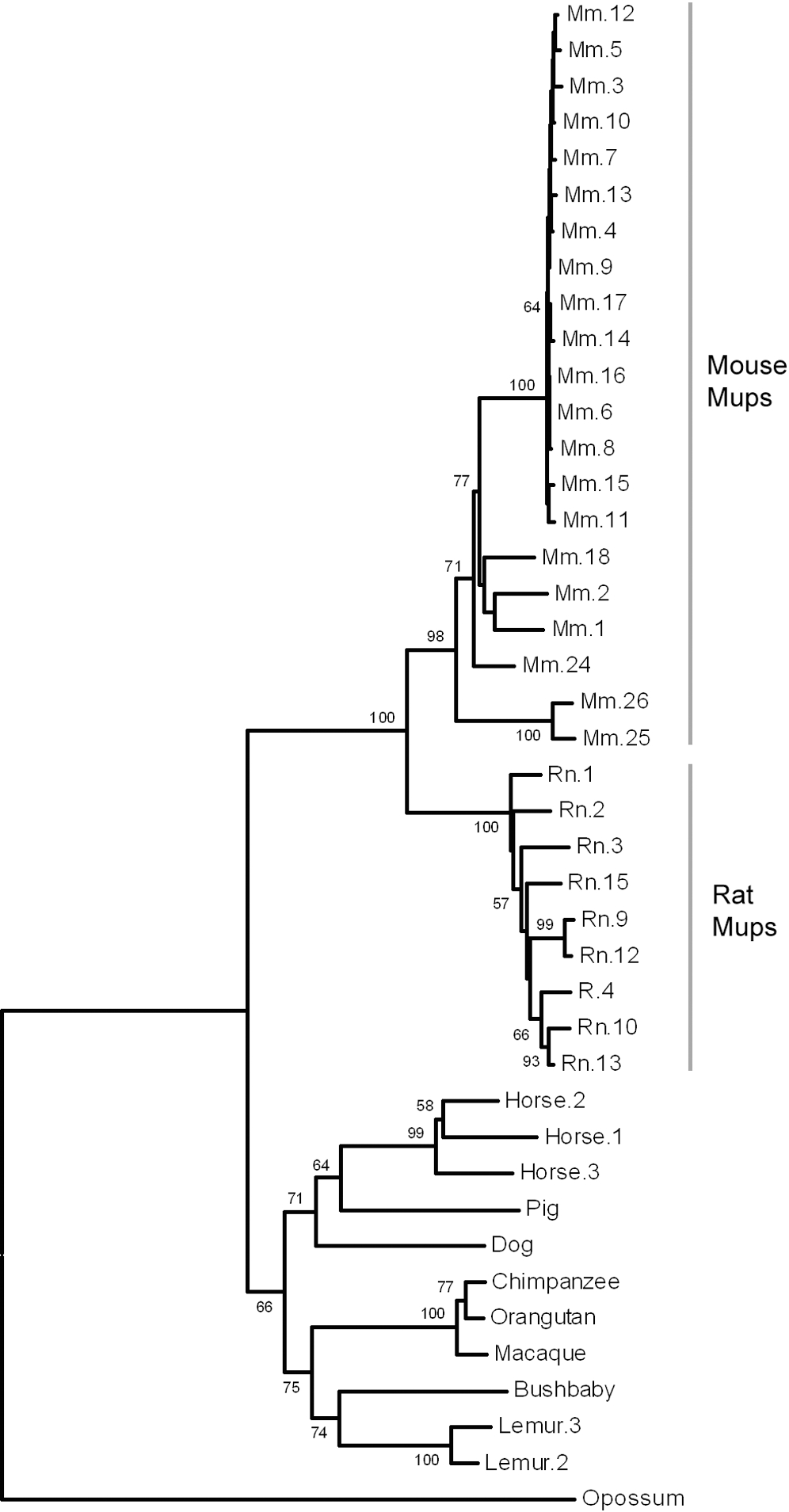
Albero della famiglia genica dei Mups (Major Urinary Proteina) nei mammiferi

Una famiglia genica è un gruppo di geni che mostrano una certa similarità di sequenza di DNA e derivano tutti da un gene ancestrale comune. 
L'evento biologico che sta alla base delle famiglie geniche è la duplicazione genica seguita  da fenomeni di divergenza.
Tra queste famiglie quella più studiata è quella delle globine, i cui geni codificano per le catene polipeptidiche delle emoglobine fetali ed adulte.